# Biserica Adormirea Maicii Domnului din Hălmagiu

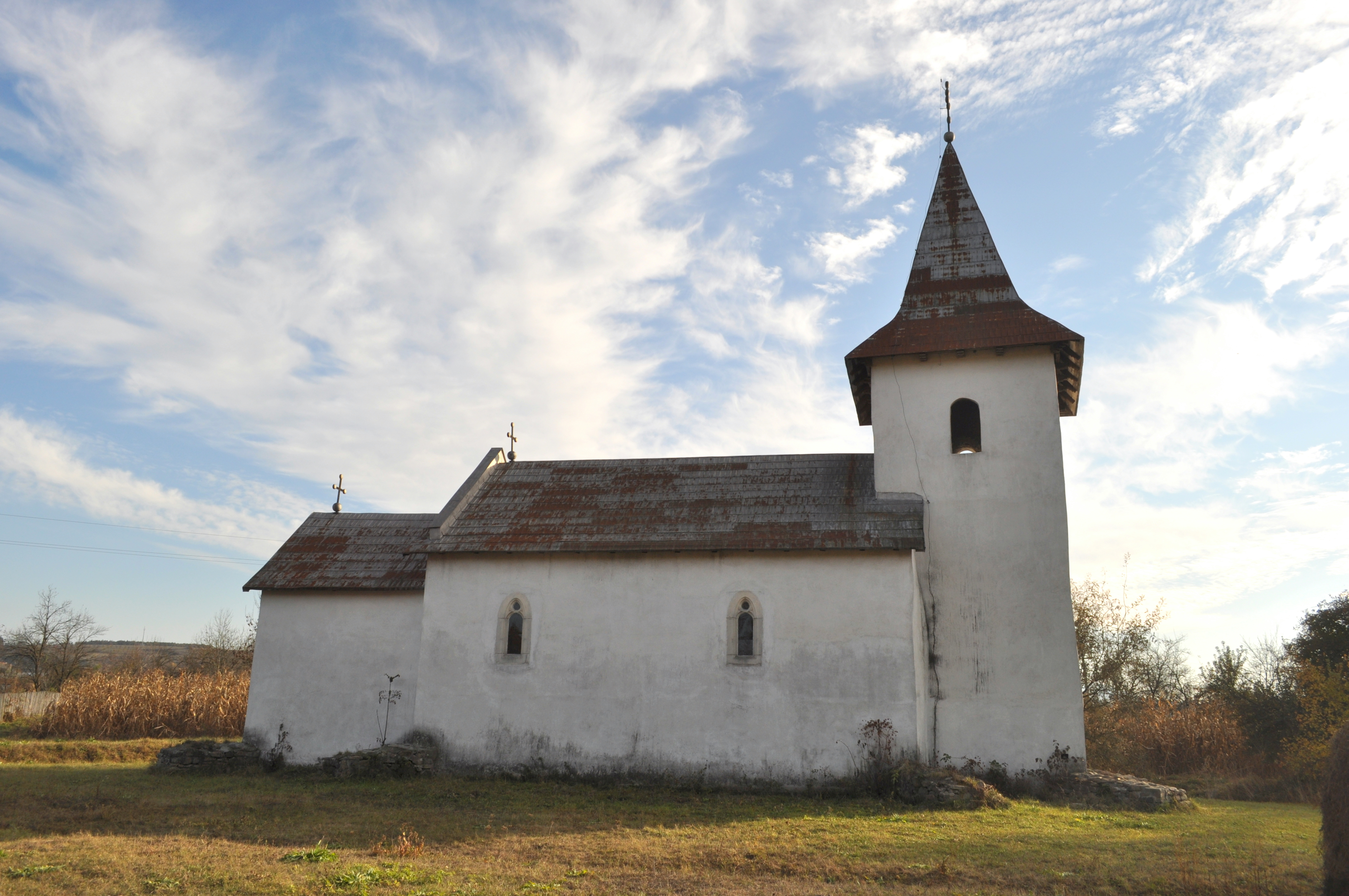
Biserica voievodală „Adormirea Maicii Domnului” din Hălmagiu, comuna Hălmagiu, județul Arad, foto: octombrie 2011.

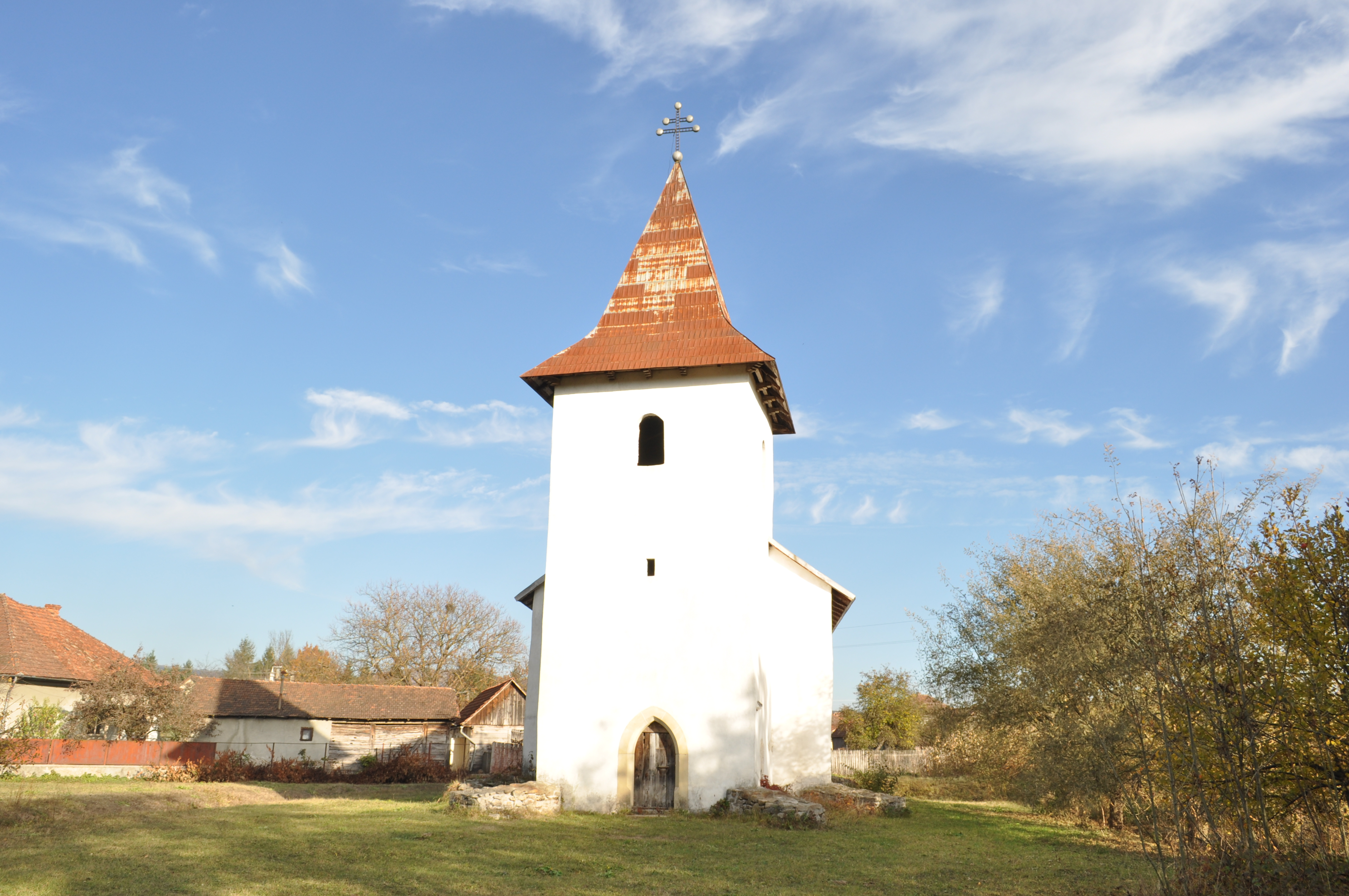
Biserica (vest)

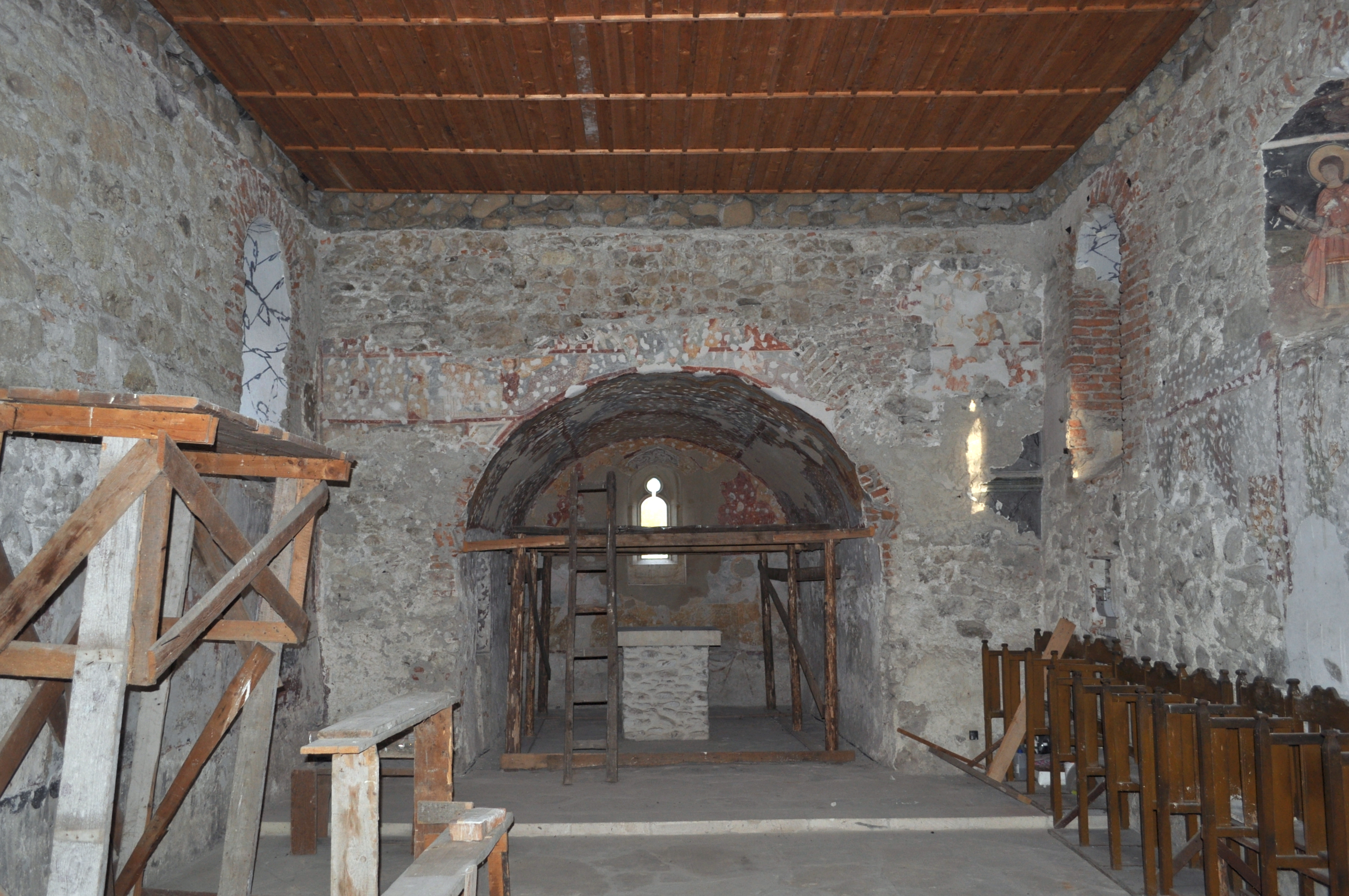
Altarul

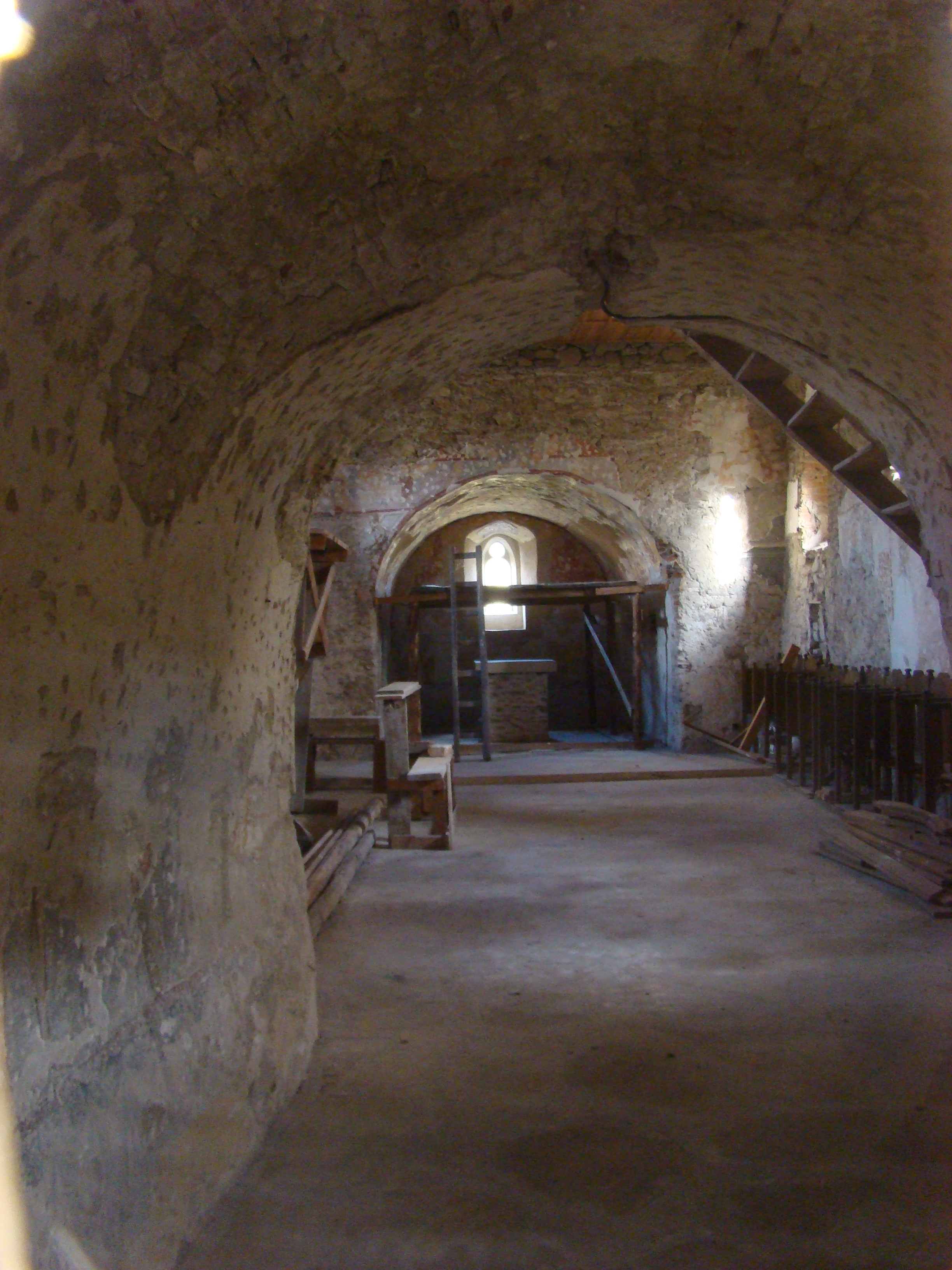
Interiorul navei

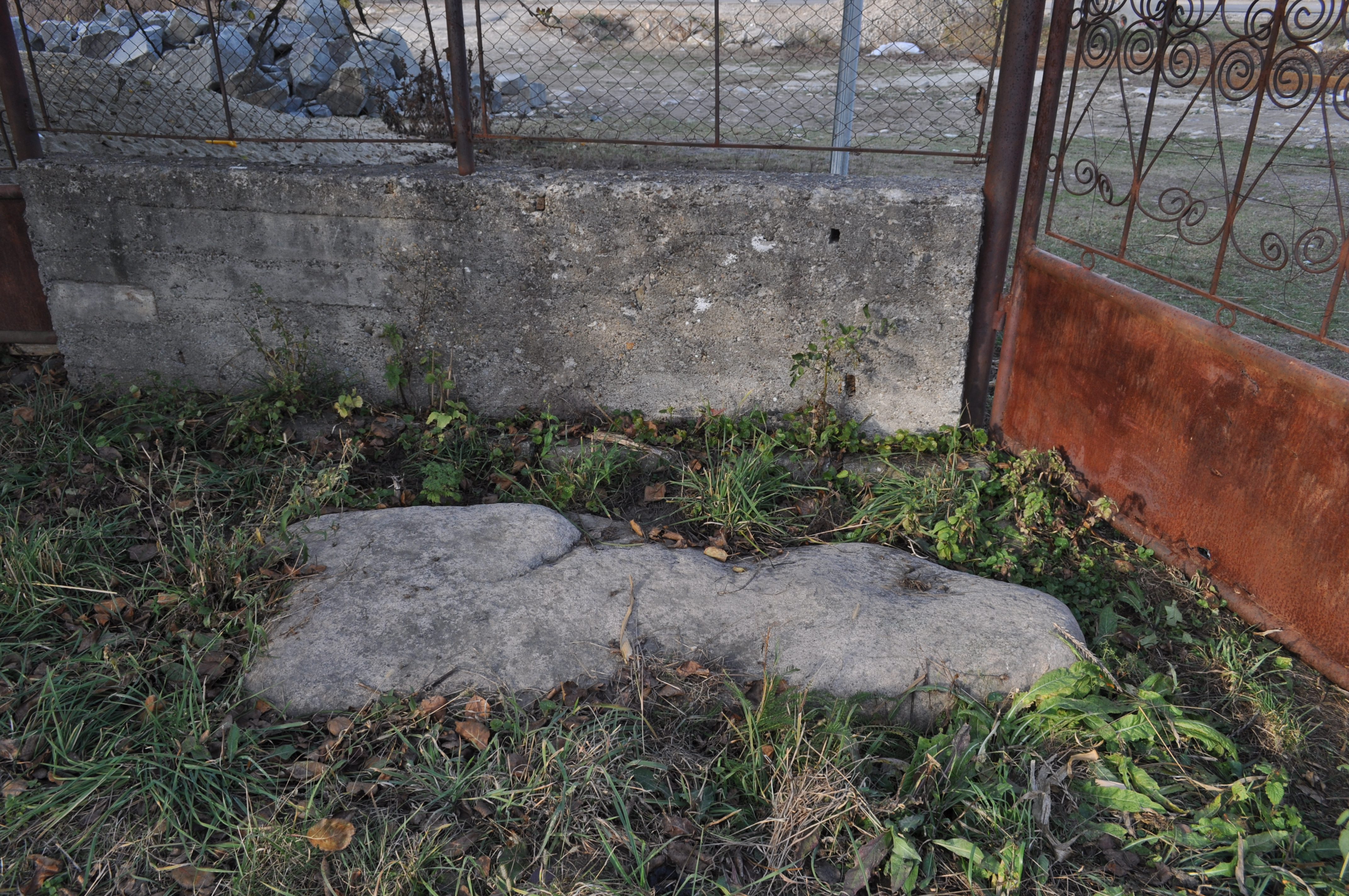
Piatra cinzaiului (a chinului): pentru orice fel de „greșeli" oamenii erau întinși pe piatra adusã și pusã în fața bisericii, aplicându-se pedepse corporale prin lovirea corpului gol cu bețe

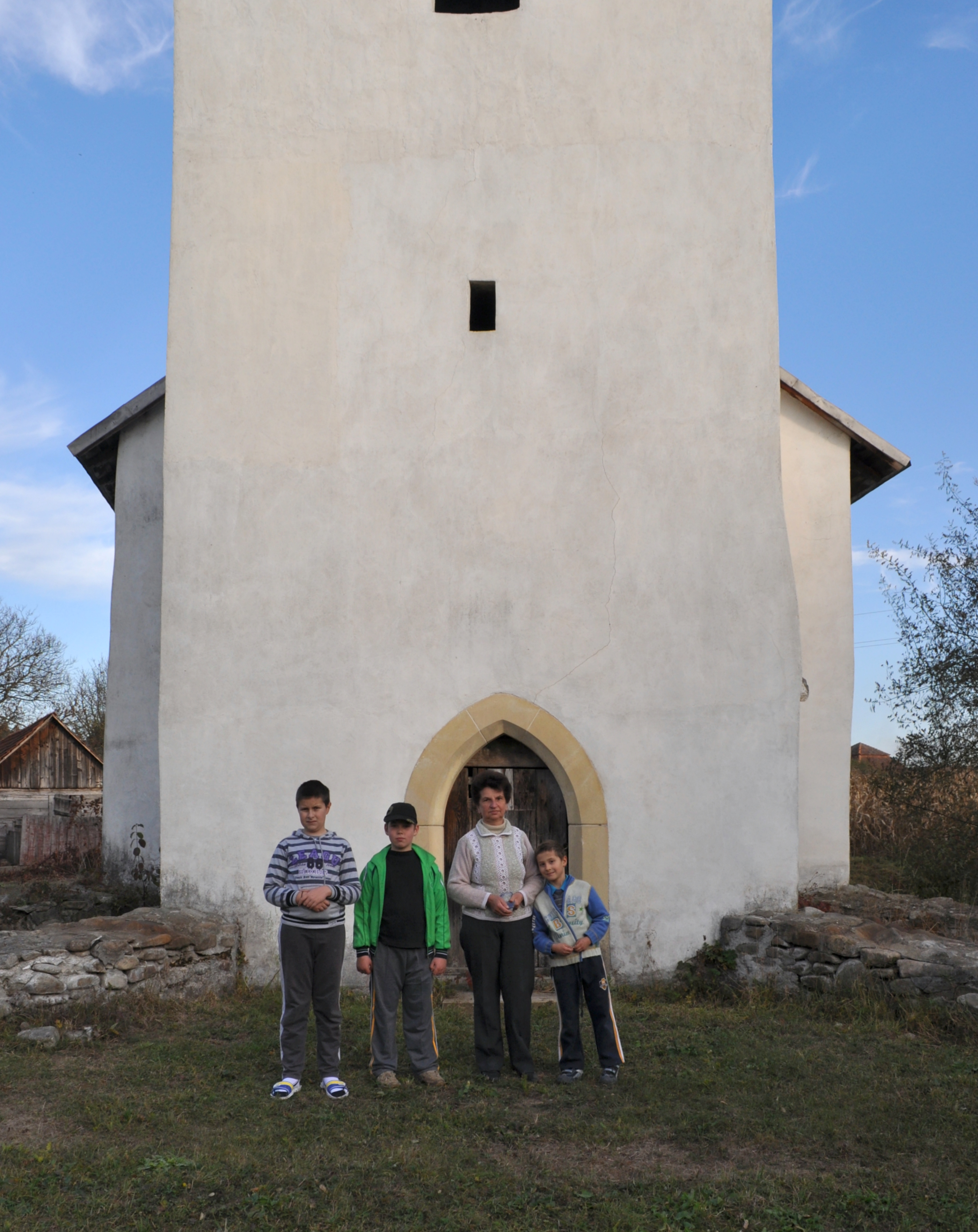
Preoteasa Emilia Nan, supraveghetorul complexului muzeal din Hălmagiu

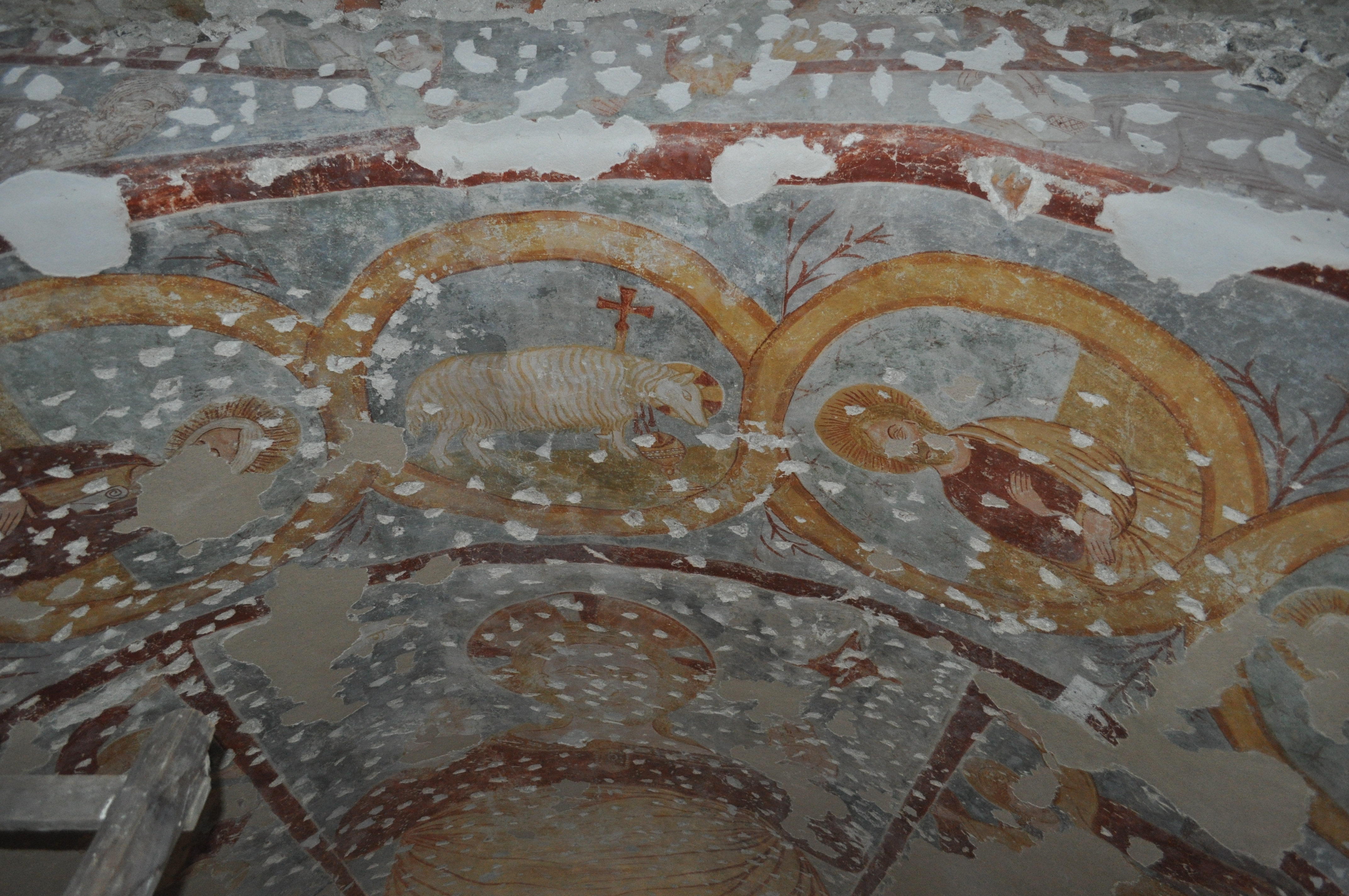
Fragmente de pictură parietală veche

Biserica voievodală din Hălmagiu, comuna Hălmagiu, județul Arad , a fost construită în secolul XIV. Are hramul „Adormirea Maicii Domnului”. Biserica se află pe noua listă a monumentelor istorice sub codul LMI:  AR-II-m-A-00608.

## Istoric
Comuna Hălmagiu e cunoscută documentar încă de la începutul secolului al XIII-lea, iar cercetările arheologice au scos dovezi din perioada romană și dacică, iar pentru secolul al XIII-lea erau ruinele cetății din mijlocul satului din care în 1974 se mai păstra foarte mult din zidul de incintă, care avea contraforți și ferestre de tragere.
În perimetrul vestigiilor arheologice se afla cripta familiei nobiliare Ungur, de confesiune catolică.
De la Unirea cu Roma și până în anul 1948 lăcașul a fost folosit de Biserica Română Unită cu Roma, Greco-Catolică, iar comunitatea ortodoxă română și-a ridicat în secolul al XVIII-lea un nou lăcaș de cult, Biserica Nașterea Maicii Domnului din Hălmagiu.
În data de 6 decembrie 1825 episcopul Ioan Bob de la Blaj l-a hirotonit preot în „orașul Hălmagiu Mare” pe Ioan Moga.
În a doua jumătate a secolului al XIX-lea biserica a fost reconstruită după incendiul izbucnit în urma unui trăznet. Lucrările au durat din 1879 până în 1897.
În anul 1948 lăcașul a fost atribuit Bisericii Ortodoxe Române. În prezent edificiul este dezafectat pentru serviciul religios, iar comunitatea greco-catolică din localitate nu dispune de lăcaș de cult.

## Descrierea edificiului
Biserica voievodală cu hramul „Adormirea Maicii Domnului", ctitorie a familiei Moga, construită la sfârșitul secolului al XIV-lea, asa cum reiese din cercetările arheologice, este o construcție unitară, care se compune dintr-un altar pătrat, o navă și un turn clopotniță.
Biserica prezintă în interior cca 3 straturi de pictură, acestea au fost acoperite după ce au fost acoperite cu straturi groase de tencuială în care erau fragmente de marmură, piatră, țigle, care în unele locuri aveau o grosime de cca 8-15 cm. În exterior prezenta cca 3 straturi de pictură: pe bază, altar și la baza turnului. Pe turn erau reprezentate semnele credinței - un ochi mare încadrat în forme geometrice, executat pe un mortar cu nisip mult în compoziție, peste el urme ale altui strat de preparație, apoi scena Adormirii Maicii Domnului (din secolul al XVIII-lea). Aceste decorații exterioare astăzi s-au deteriorat de-a lungul timpului, în afară de un mic fragment din scena Adormirea Maicii Domnului, care se află în muzeul parohial.
În timpul unor săpături pe latura de sud, lângă zidul bisericii s-au găsit fragmente ceramice, ¾ sfeșnic roman, schelete în groapă comună, un sigiliu din plumb cu două bucăți de formă elicoidală, de dimensiuni diferite, suprapuse, iar pe cea mică (superioară) era reprezentată o coroană cu 7 țepi, iar dedesubt reprezentat un copac. 
Pictura din interiorul bisericii: în altarul de sec.XIV, un crist unicat în iconografia noastră, se desfășoară pe toata suprafața intradosului bolții altarului, sub Crist se află proorocii, iar sub prooroci, îngerii, Sf. Bartolomeu ducându-si pielea pe băț, ierarhi și scena pelicanului, sf. Ierarh Nicolae binecuvântând pocalul în care se află Crist copil. În dreptul capului Cristului este reprezentat mielul mistic, pocalul, stiletul, totul profilându-se pe crucea de Malta, încadrată de un cerc.
Pe stratul de pictură din sec. XIV sunt incripții în limba română, cu litere chirilice, datând din anii 1601, 1610 când a venit un protopop sau când a murit și alte însemnări. Pictura a avut și suprapuneri din sec. XV și XVIII. Pe arcul triumfal apare „Judecata de Apoi". 
În navă mai avem urme ale picturii din sec. XIV, sub Judecata de Apoi se află, în partea de nord, o inscripție care amintește de fratele lui Moga. Pe peretele de nord al navei, se află înspre altar ctitorele picturii de la 1440 și ctitorii cu biserica, cu drumul de strajă si cu supraînălțarea făcută în acea perioadă. Minunile sf. Ierarh Nicolae sunt reprezentate ca un mesaj, Arhanghelul Mihail în costum de războinic, decorațiile seamănă cu cele spaniole. La intrarea sub turn de o parte și de alta se află arh. Gavril și Maica Domnului, apoi pe sud scene din Viața Sf. Gheorghe și din minunile sale, apoi scena Adormirea Maicii Domnului. Sub turn diverse scene, personaje închise sau viața Mariei Magdalena. 
Cu toate că acest monument fusese propus pe lista Unesco încă din 1977, a fost uitat si s-au efectuat intervenții necorespunzătoare. Pictura are mare nevoie de intervenție de urgență (consolidări de strat de preparație sau de frescă și de strat de culoare).

## Imagini din exterior

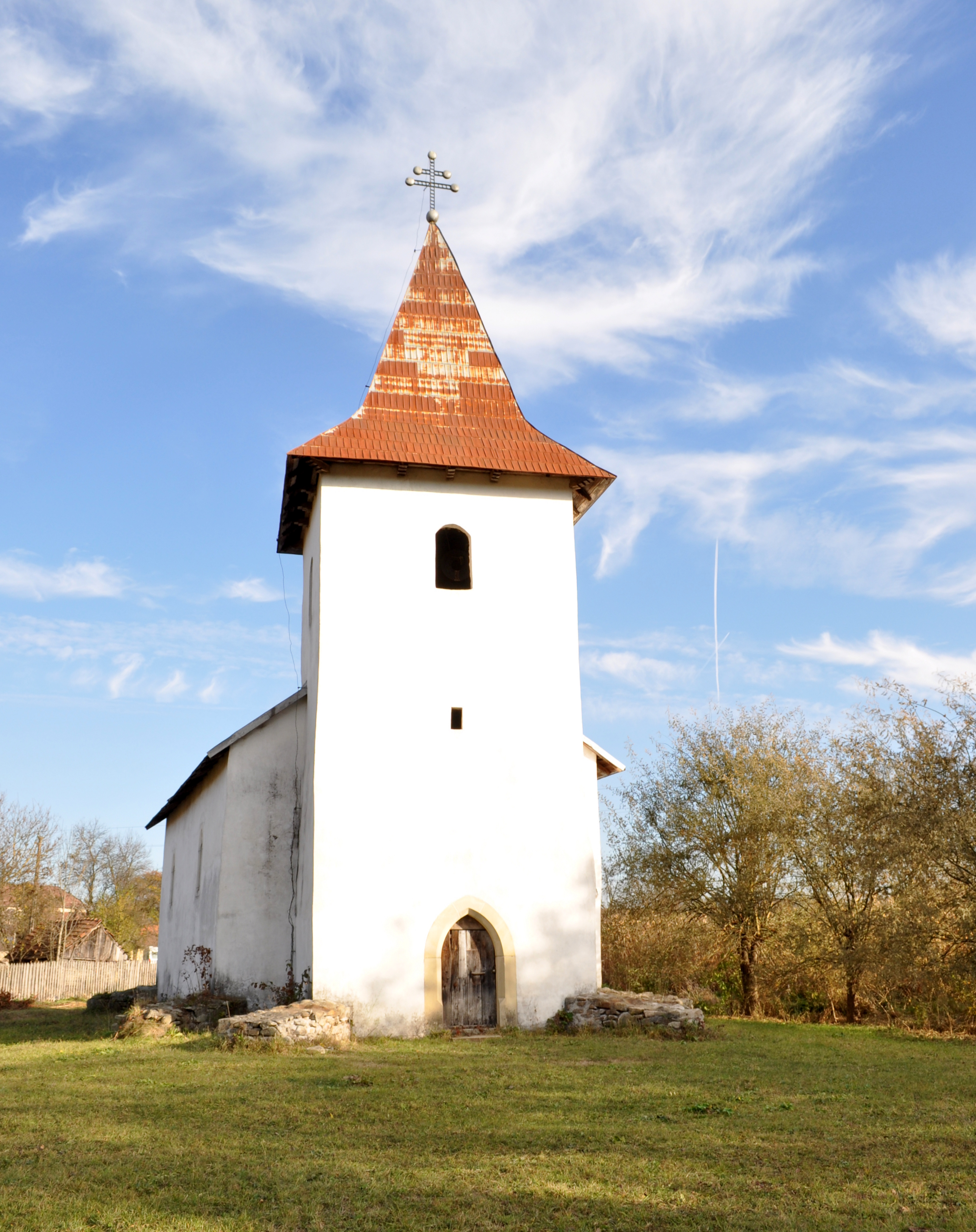
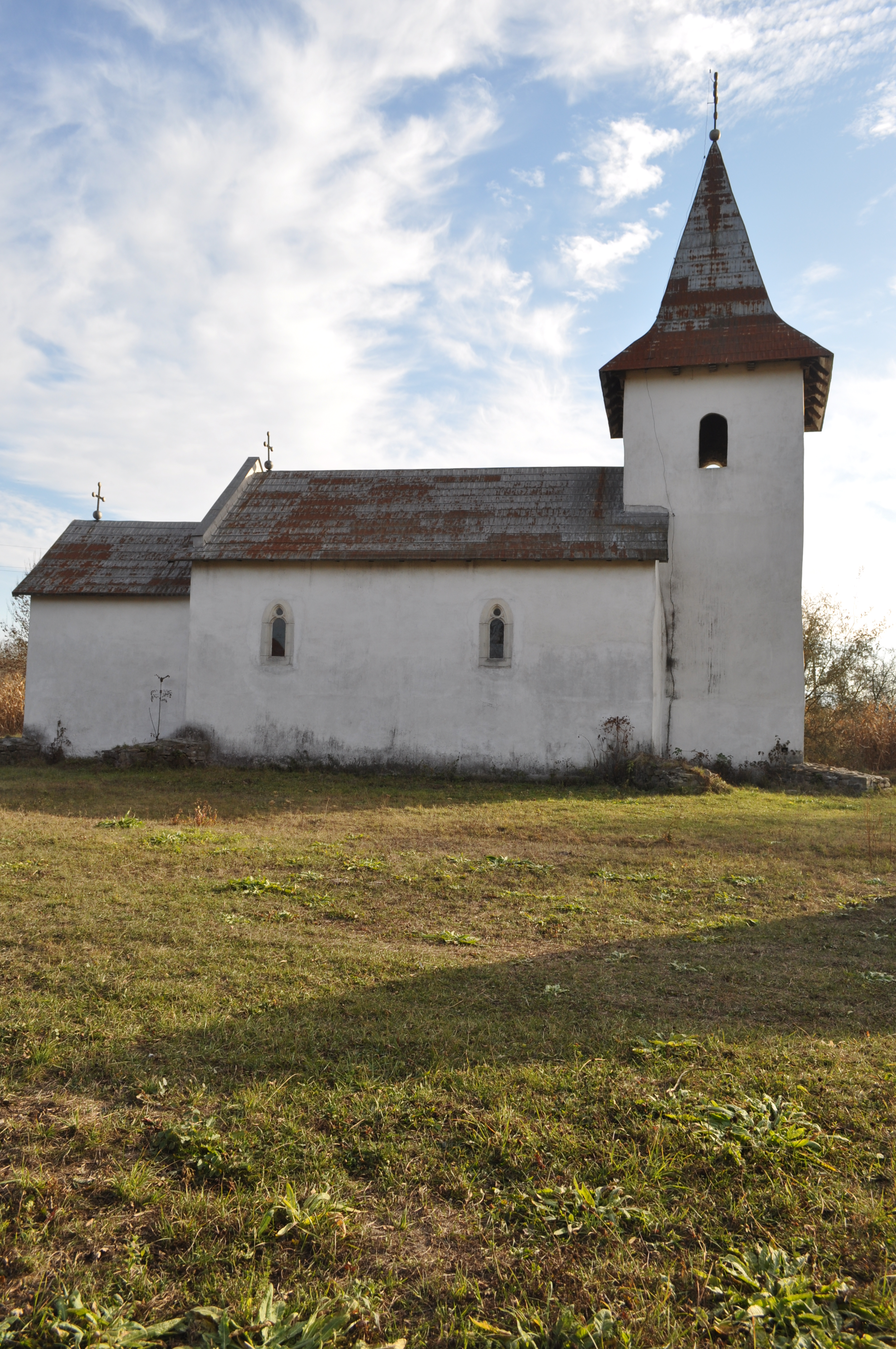
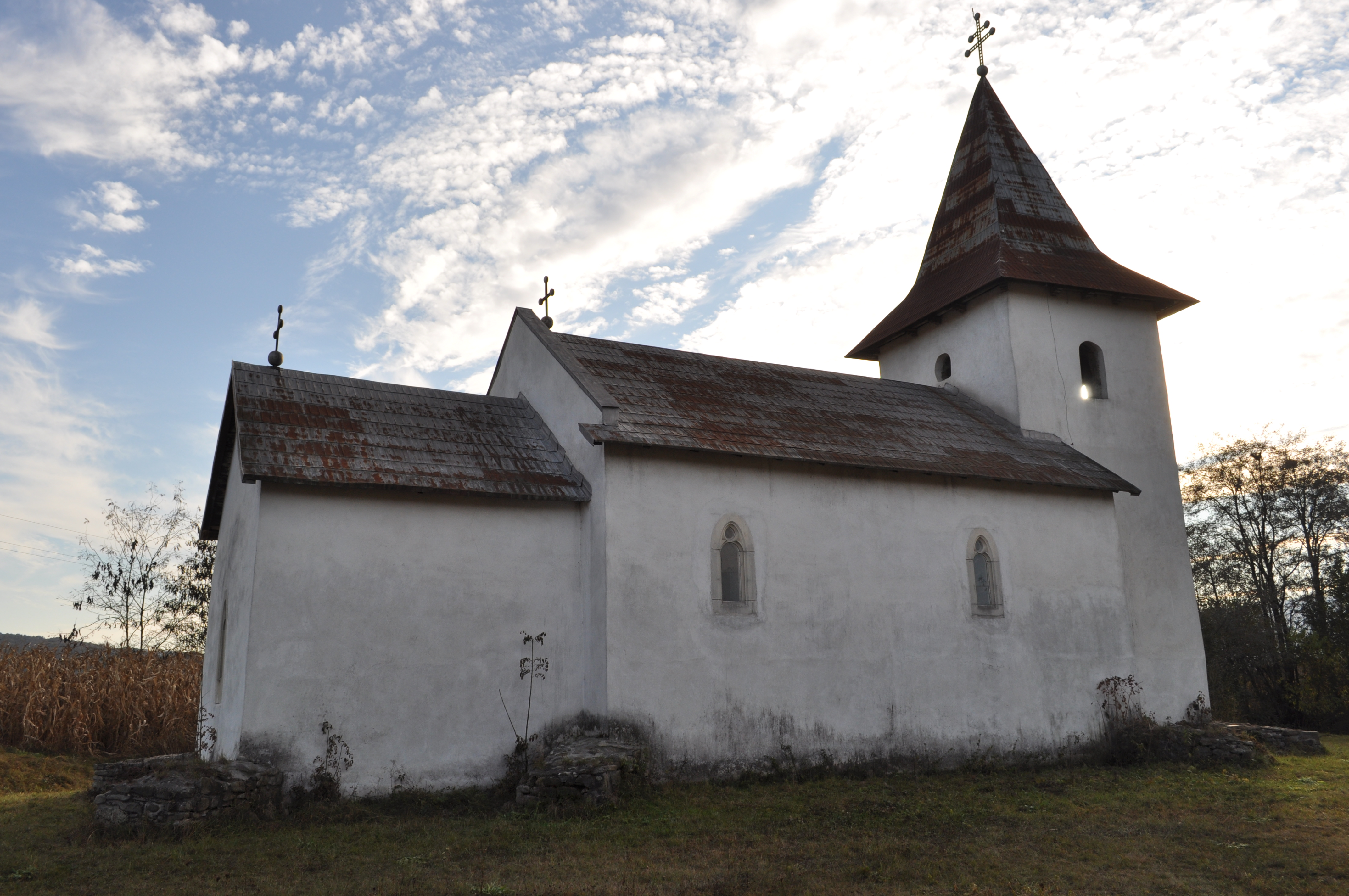
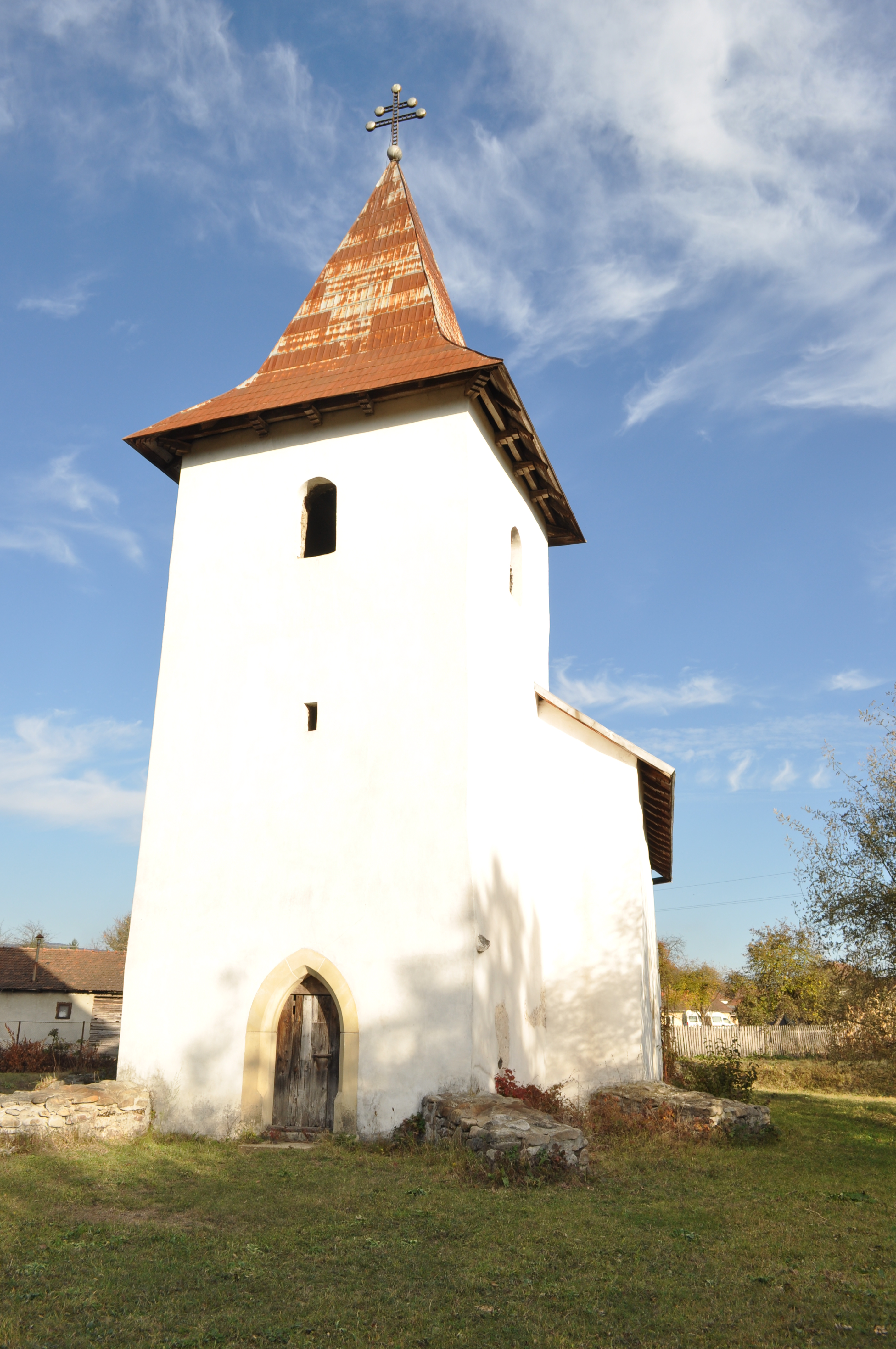
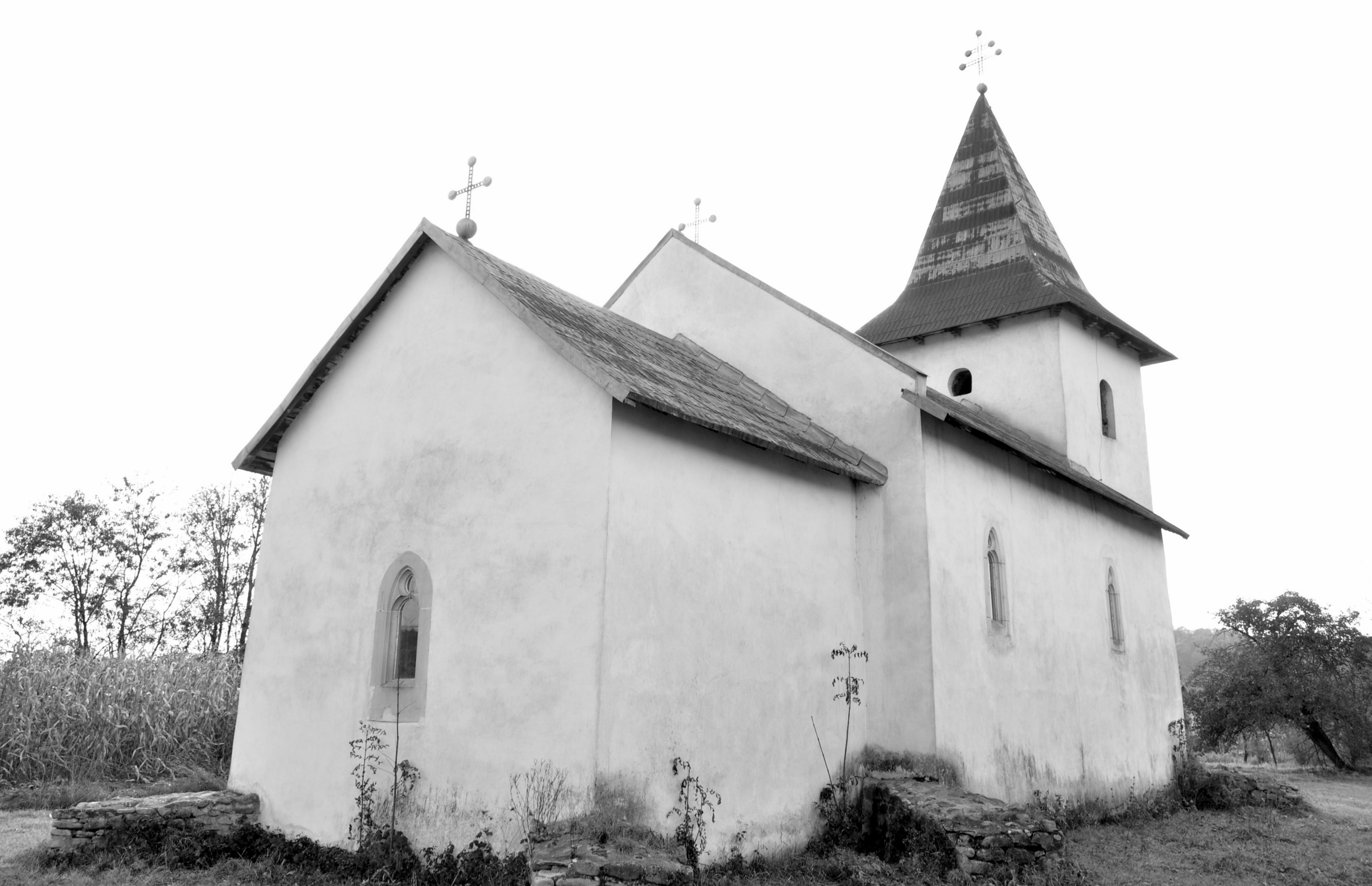
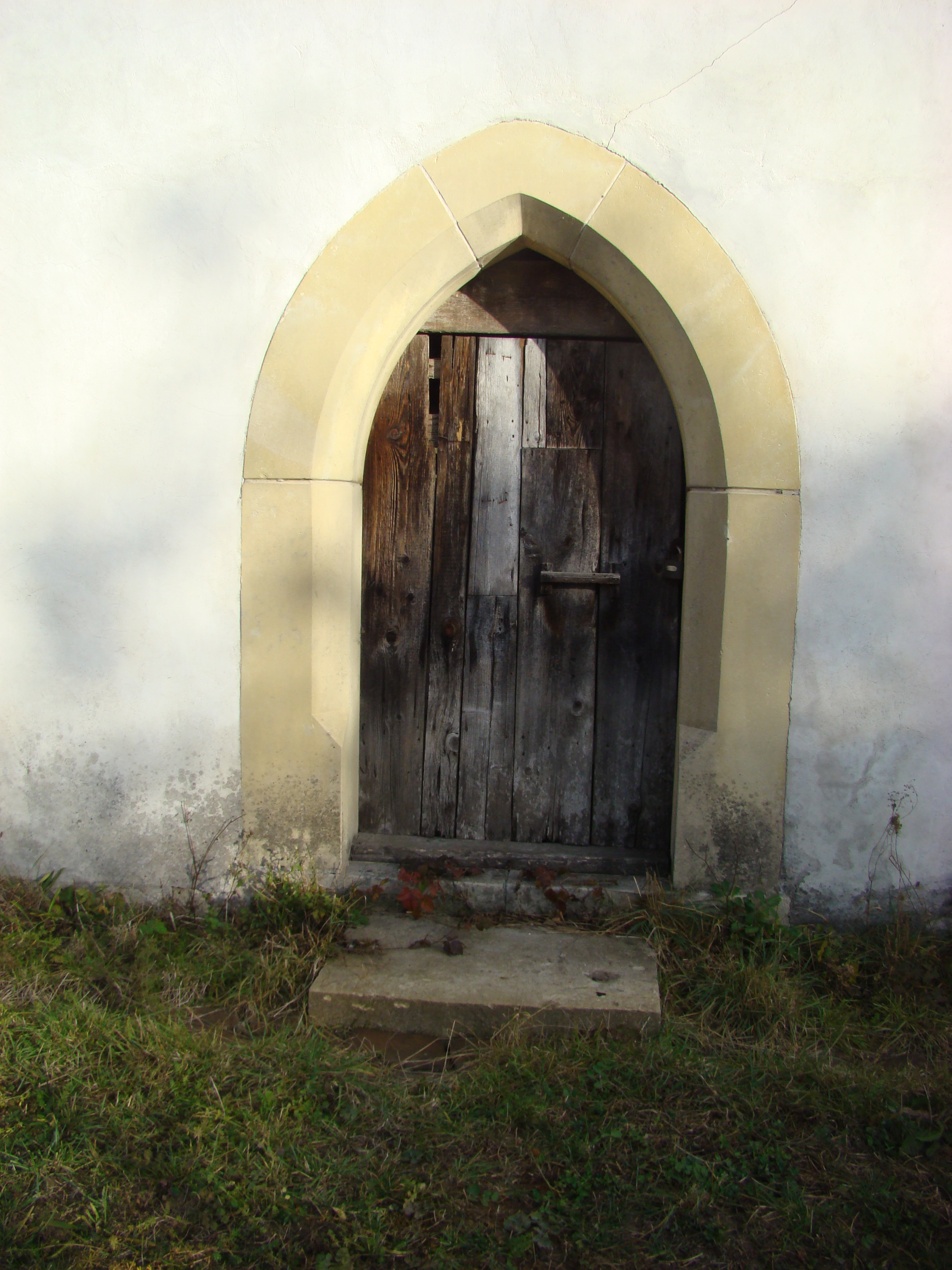
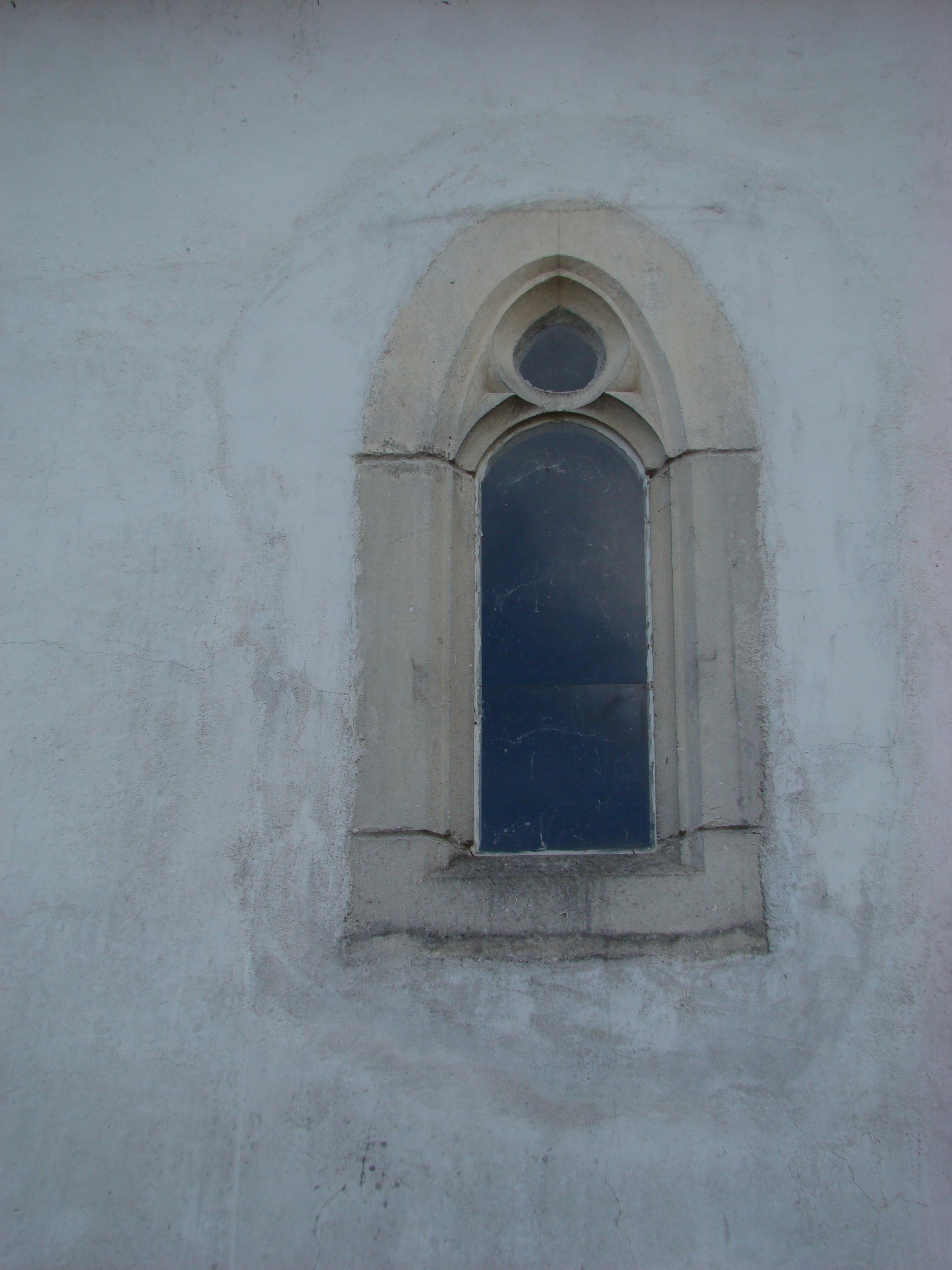
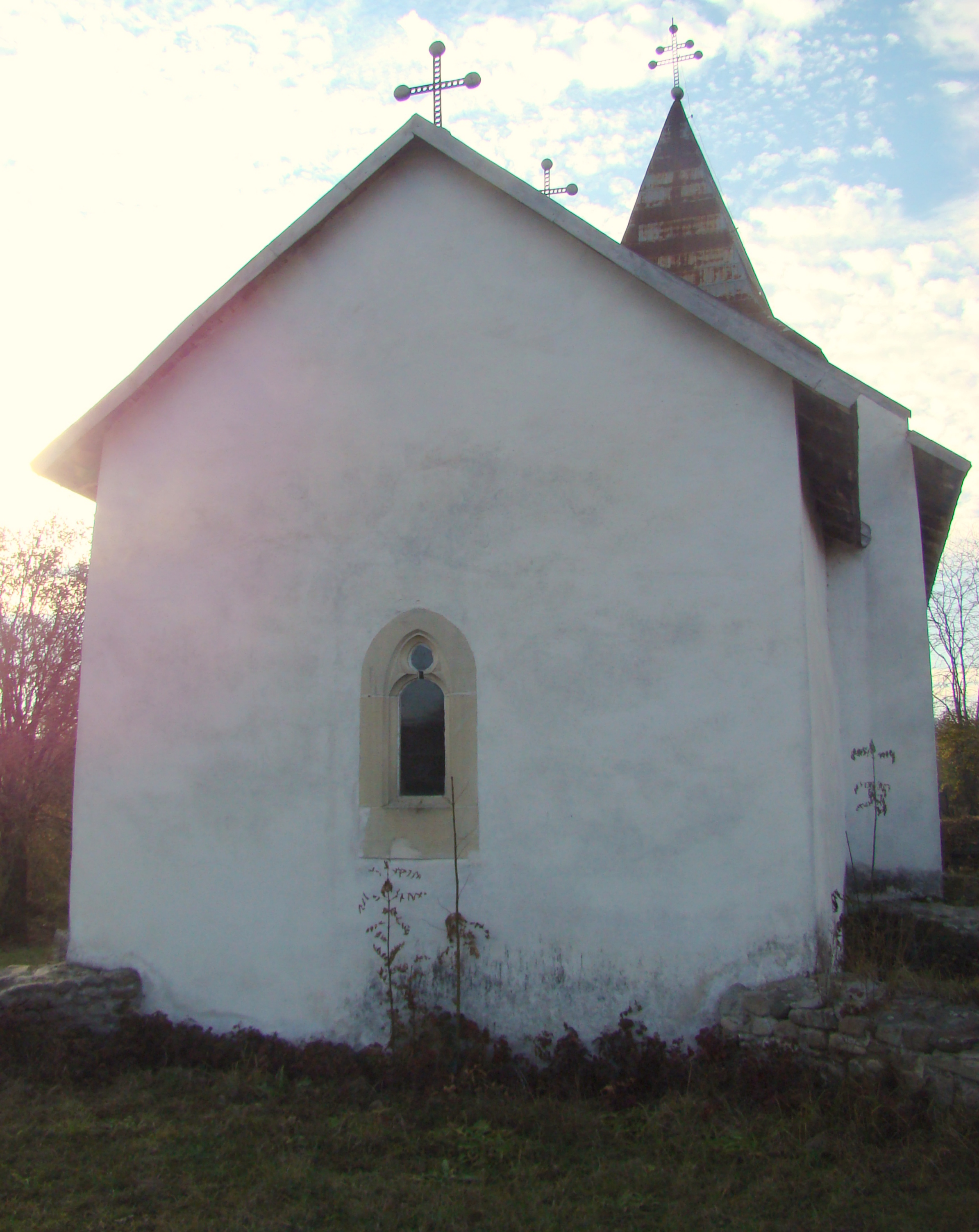

## Imagini din interior

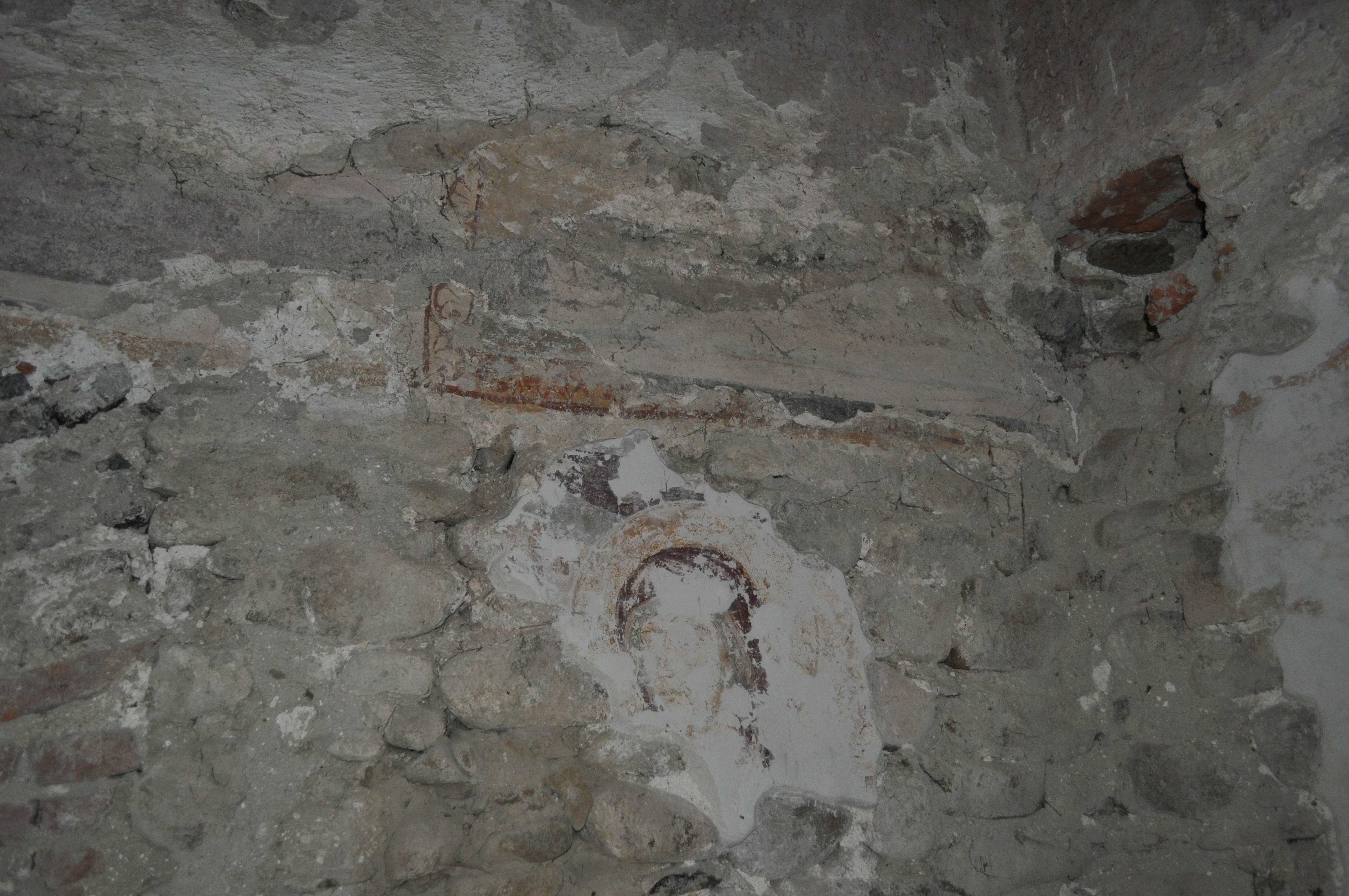
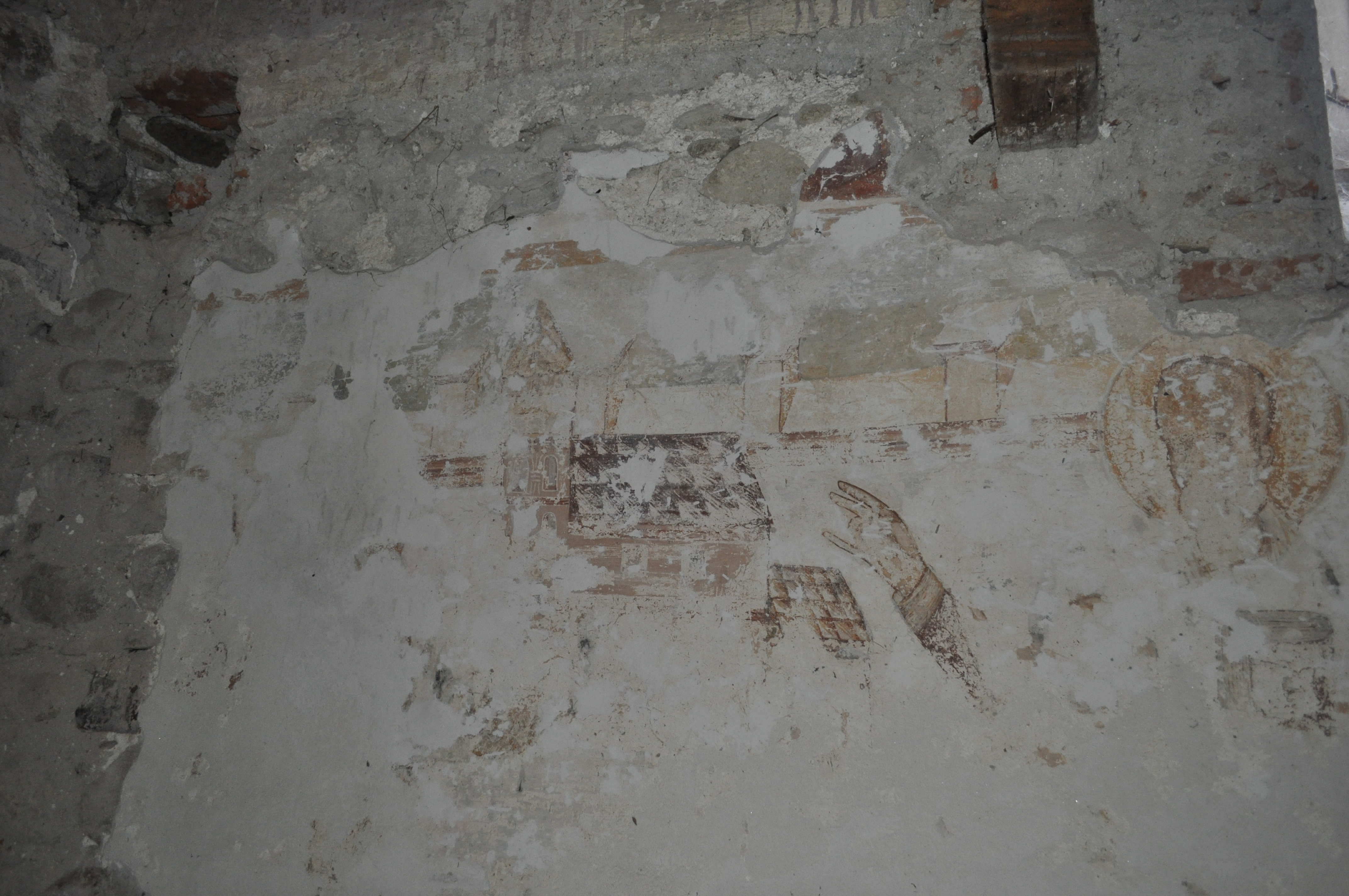
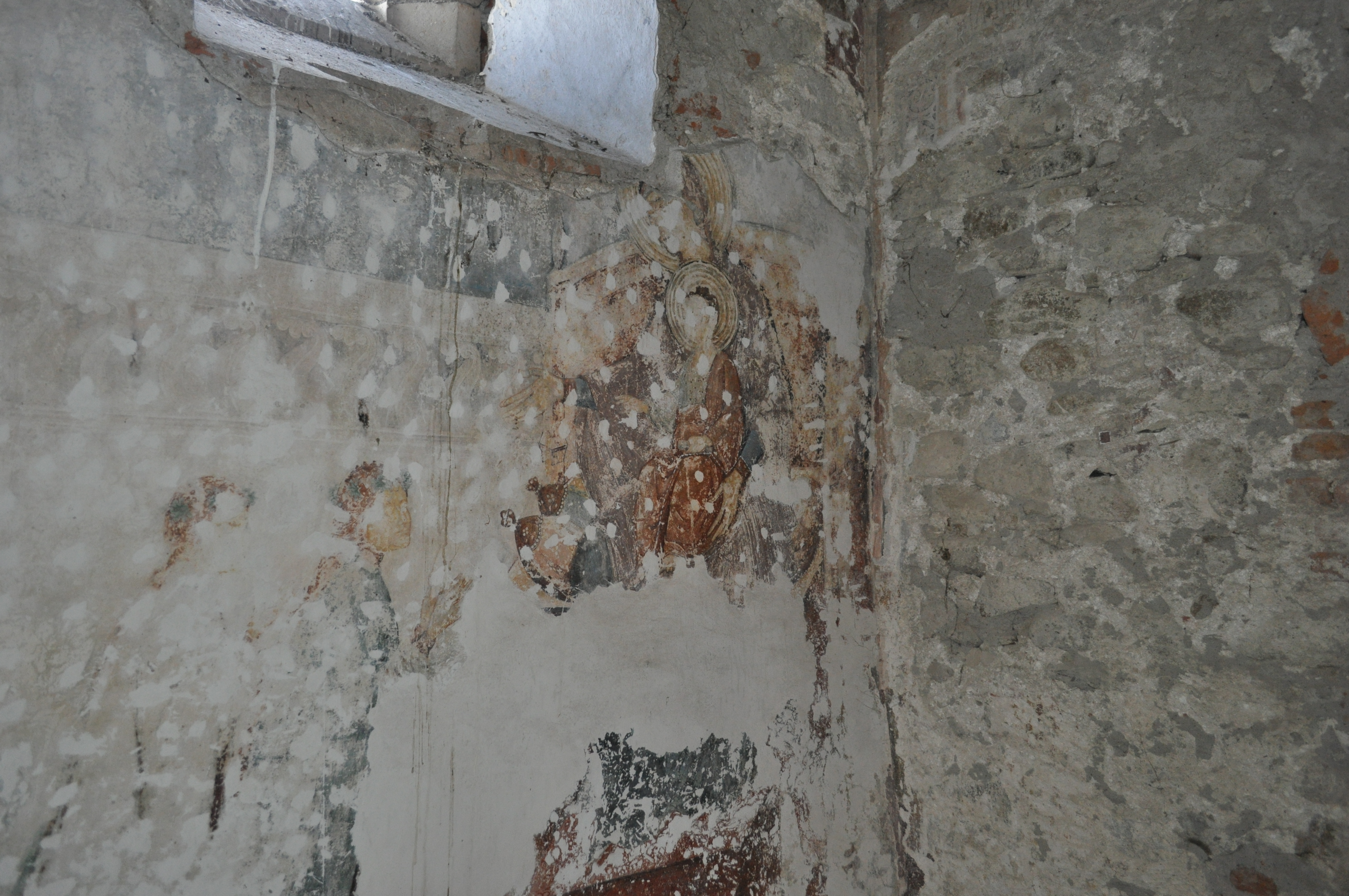
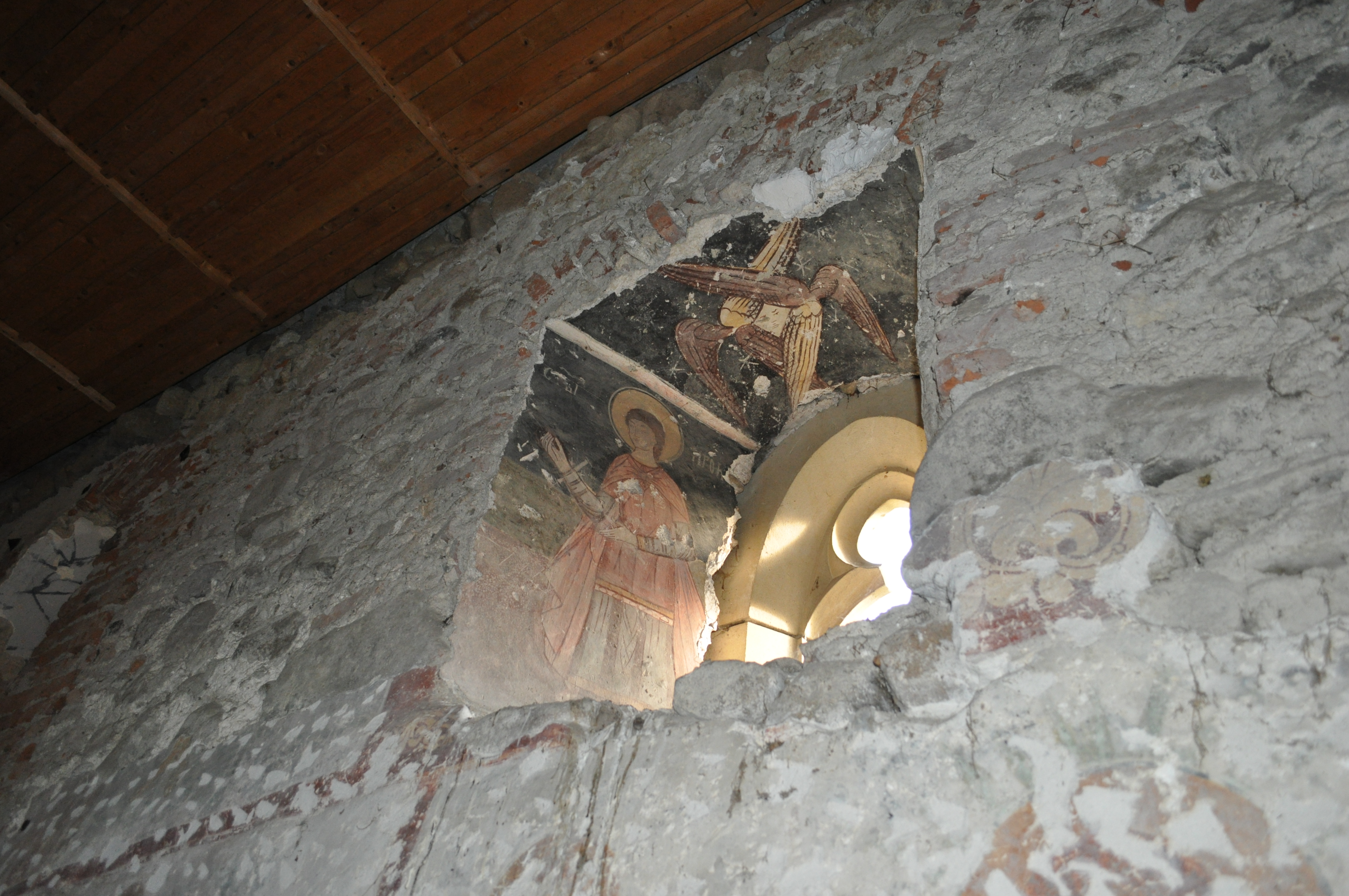
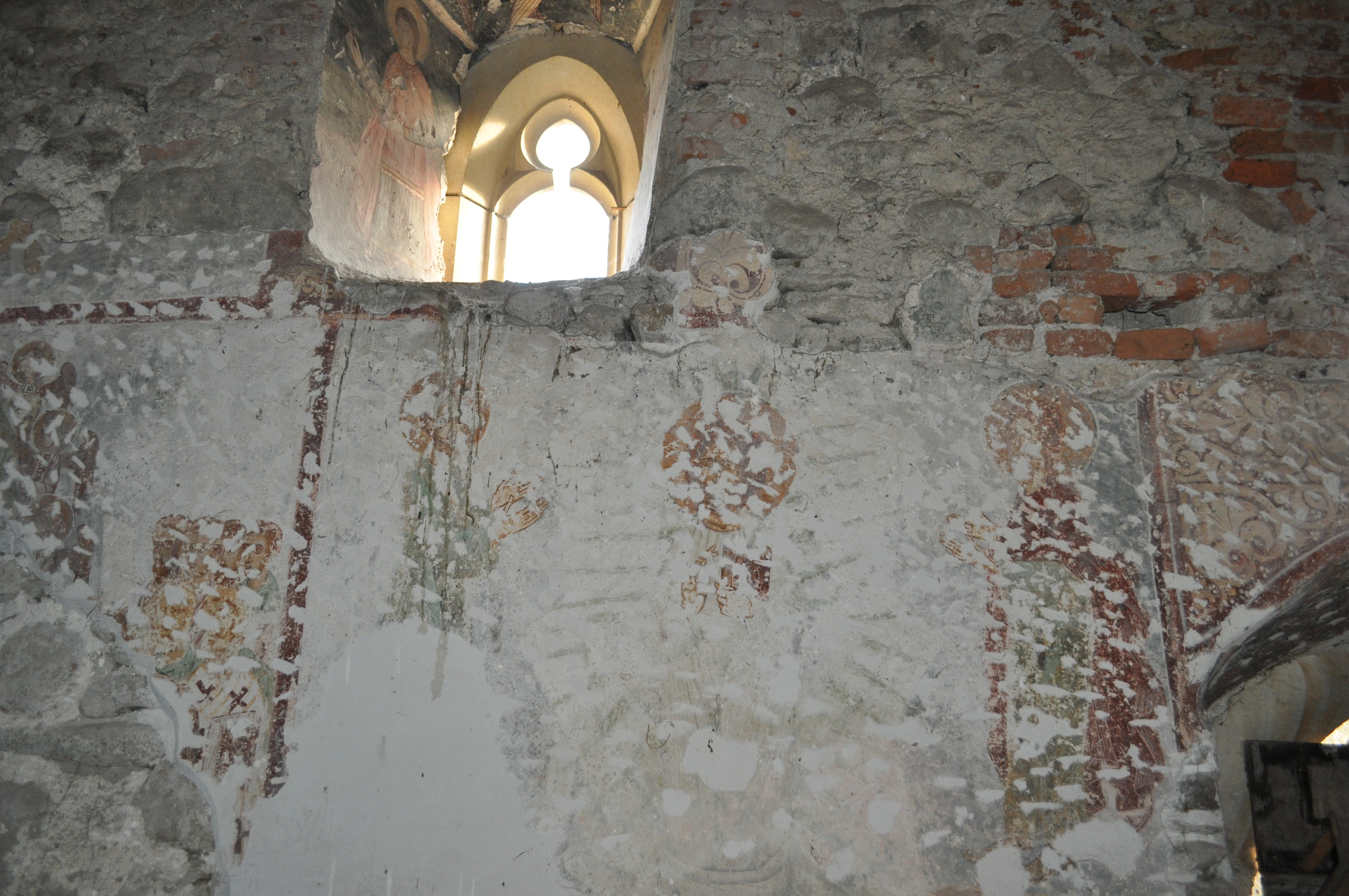
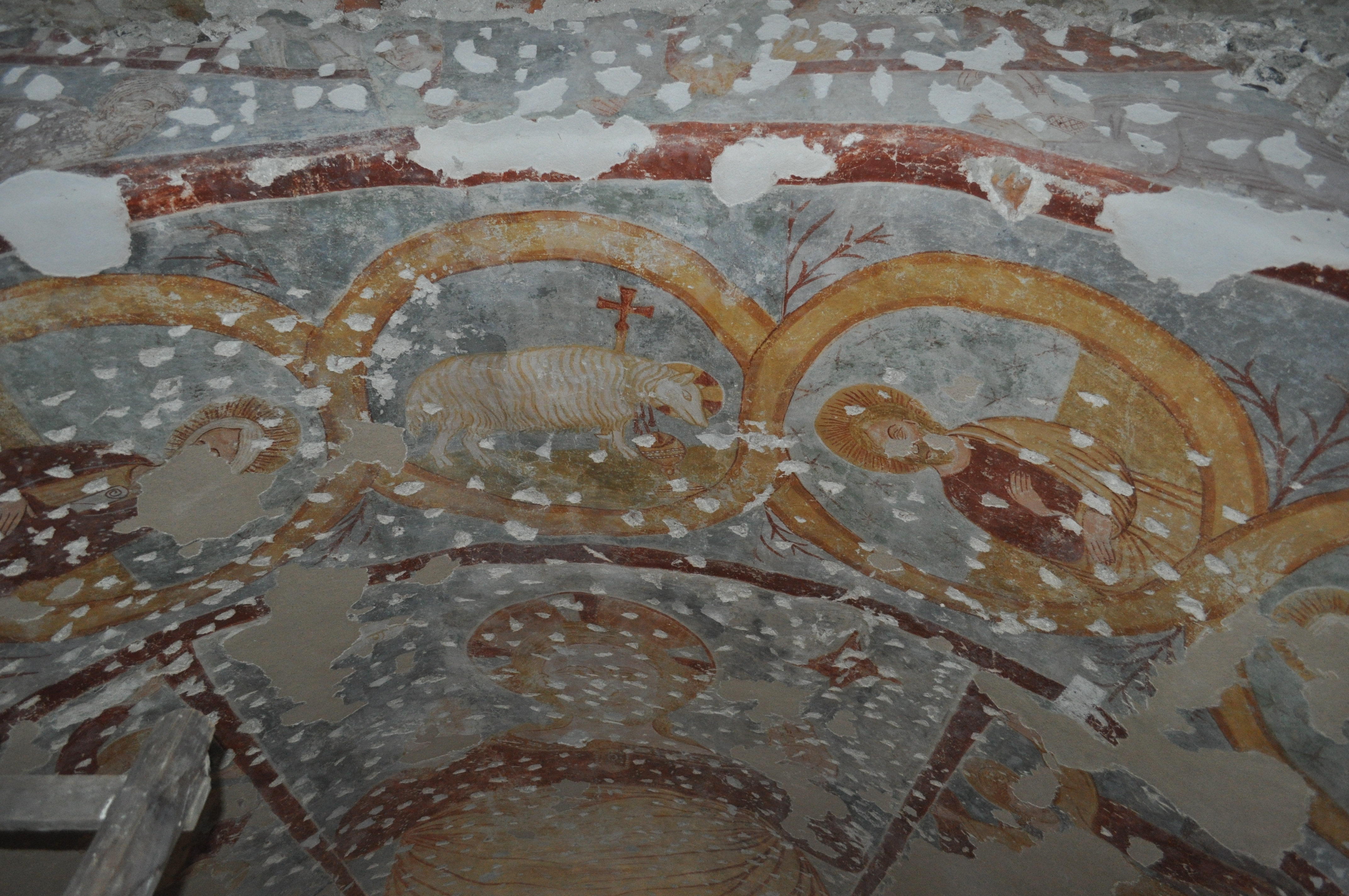
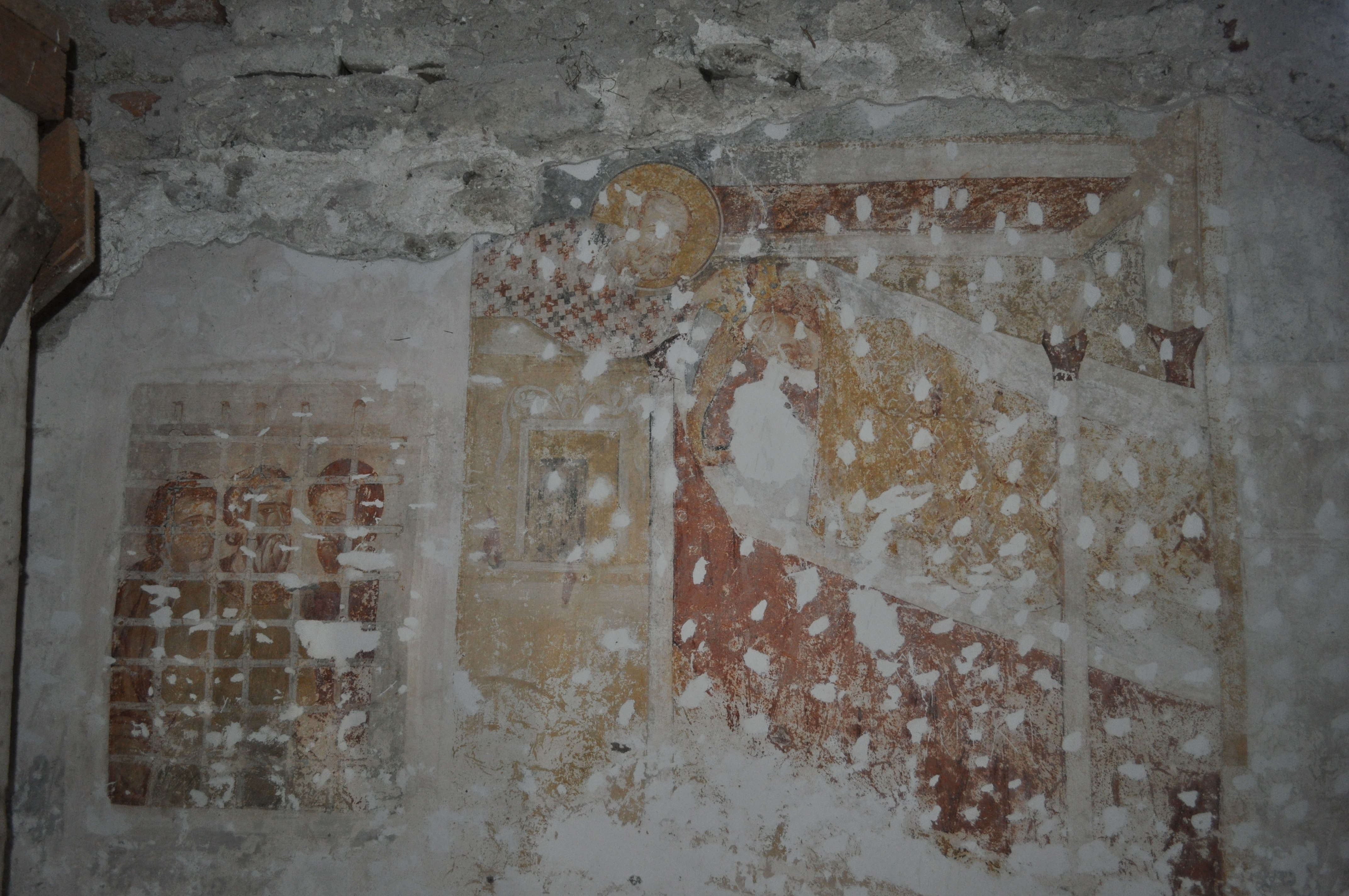
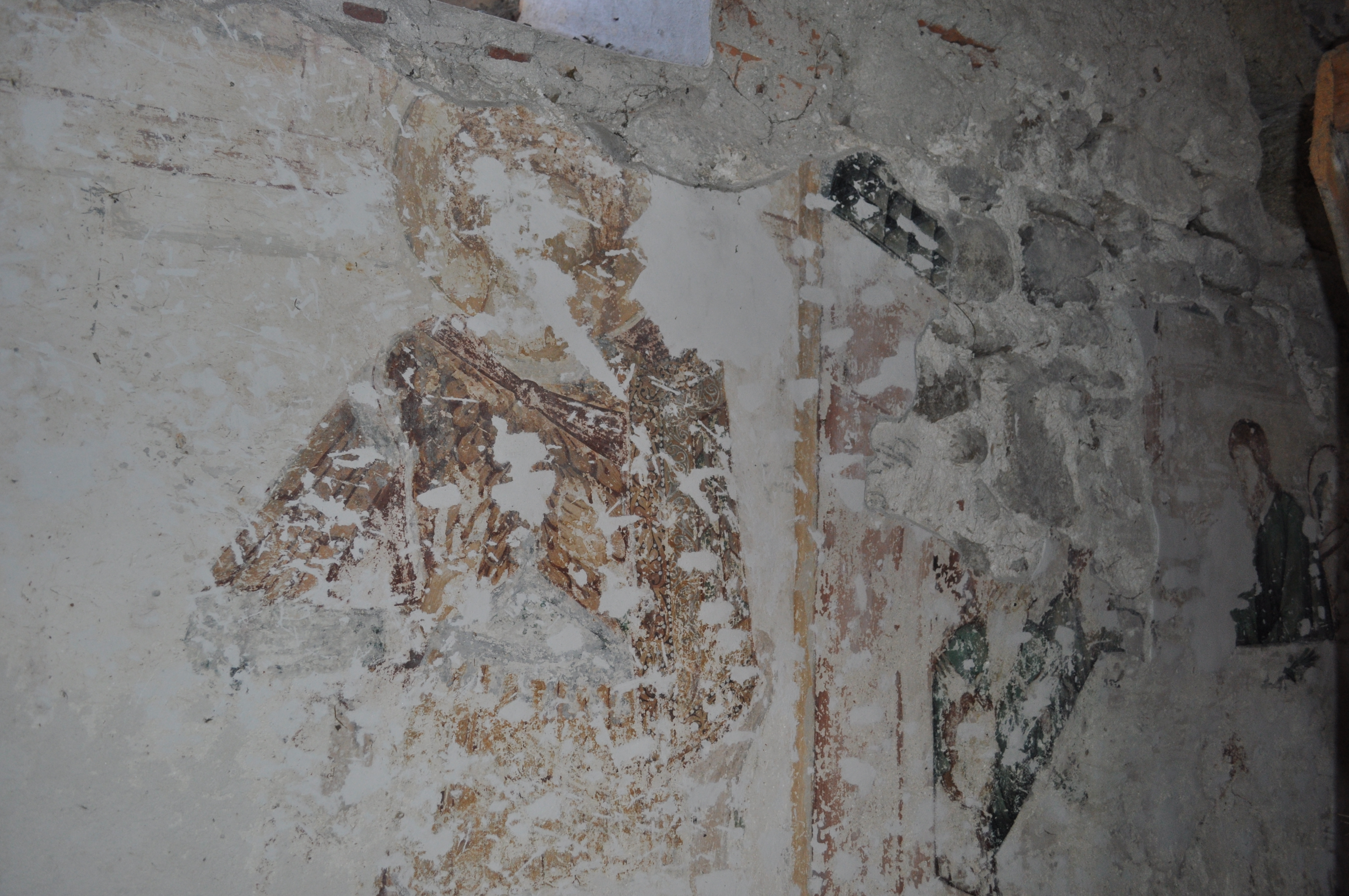